# バラバク海峡
バラバク海峡（バラバクかいきょう、英: Balabac Strait）は、フィリピン領のパラワン諸島最南部に位置するバラバク島と、マレーシア領のカリマンタン島の北に位置するバランバンガン島との間に位置する海峡である。この海峡は南シナ海とスールー海との境目にあたる。